# Список найкращих футбольних клубів 20 століття за версією ФІФА

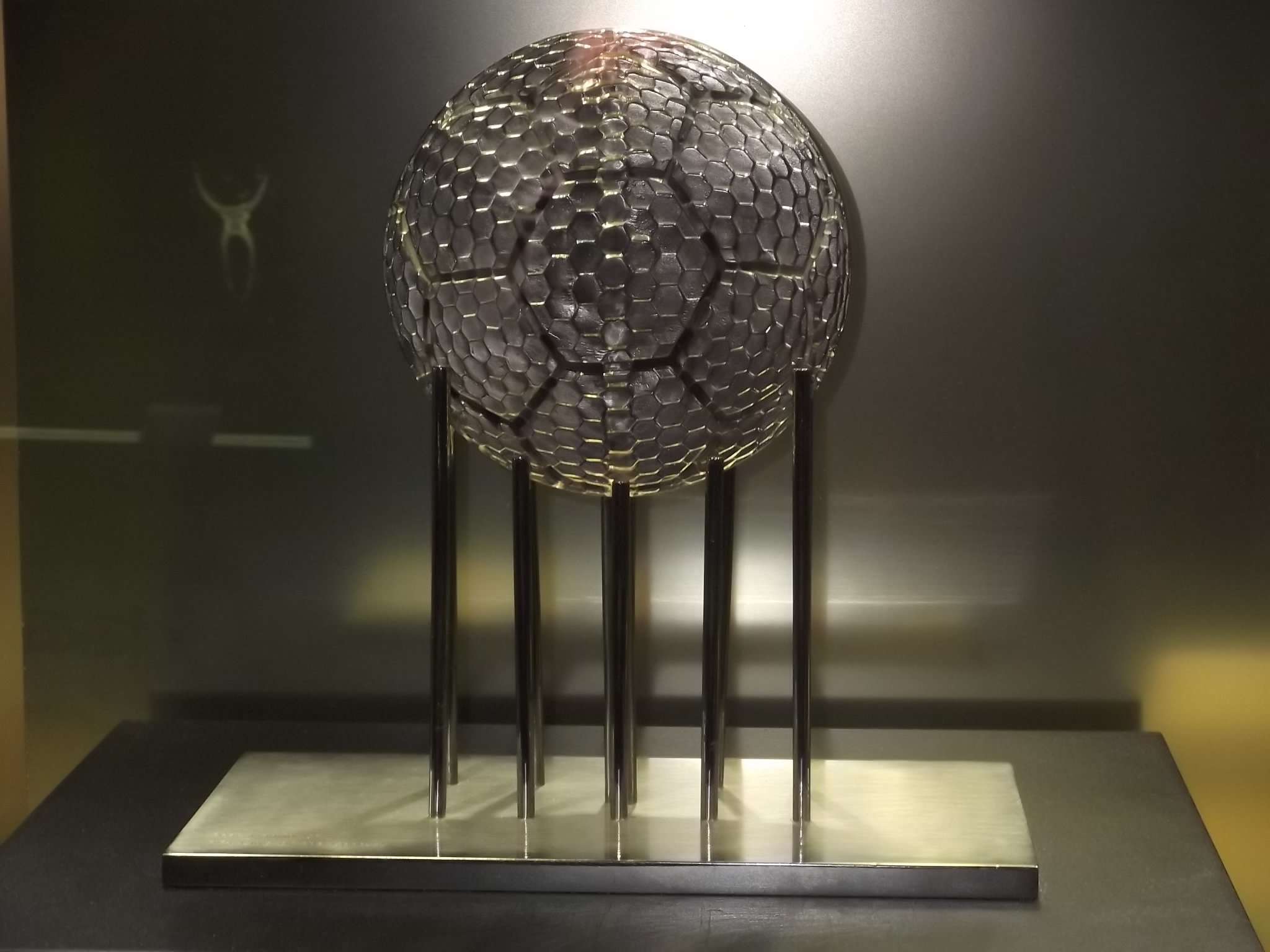
Трофей найкращого футбольного клубу 20 століття

Список найкращих футбольних клубів 20 століття за версією ФІФА складений за результатами голосування читачів офіційного журналу ФІФА «FIFA World Magazine».
Найкращим футбольним клубом 20 століття з великою перевагою визнано «Реал». 11 грудня 2000 року на церемонії в Римі легендарний гравець Альфредо Ді Стефано і президент клубу Флорентіно Перес отримали трофей найкращого футбольного клубу 20 століття..

## Список
| Місце | Клуб              | Країна     | % голосів |  |
| ----- | ----------------- | ---------- | --------- |  |
| 1     | Реал Мадрид       | Іспанія    | 42.35 %   |  |
| 2     | Манчестер Юнайтед | Англія     | 9.69 %    |  |
| 3     | Баварія           | Німеччина  | 9.18 %    |  |
| 4     | Барселона         | Іспанія    | 5.61 %    |  |
| 5     | Сантос            | Бразилія   | 5.10 %    |  |
| 5     | Аякс              | Нідерланди | 5.10 %    |  |
| 7     | Ювентус           | Італія     | 2.55 %    |  |
| 8     | Пеньяроль         | Уругвай    | 2.04 %    |  |
| 9     | Рівер Плейт       | Аргентина  | 1.53 %    |  |
| 9     | Фламенго          | Бразилія   | 1.53 %    |  |
| 9     | Мілан             | Італія     | 1.53 %    |  |
| 12    | Ліверпуль         | Англія     | 1.02 %    |  |
| 12    | Ботафого          | Бразилія   | 1.02 %    |  |
| 12    | Бенфіка           | Португалія | 1.02 %    |  |
| 12    | Індепендьєнте     | Аргентина  | 1.02 %    |  |
| 12    | Бока Хуніорс      | Аргентина  | 1.02 %    |  |
| 12    | Інтернаціонале    | Італія     | 1.02 %    |  |
| 12    | Арсенал           | Англія     | 1.02 %    |  |
|       | Інші              |            | 6.63 %    |  |